# C. Halls
C. Halls (1959 ) es un geólogo, y botánico inglés, que escribe habitualmente en " Orchid Rev.".

## Algunas publicaciones
- paul m. Dewick, julian m.h.Shaw. 1991. Cathodoluminescence and Growth of Cassiterite in the Composite Lodes at South Crofty Mine, Cornwall. England: Mineralogical Magazine 55 (3): 447-458

- La abreviatura «Halls» se emplea para indicar a C. Halls como autoridad en la descripción y clasificación científica de los vegetales.[1]